# 寨牙郷
寨牙郷（さいがきょう）は中華人民共和国湖南省懐化市靖州ミャオ族トン族自治県の郷。

## 行政区画
- 寨牙村
- 磨石村
- 岩脚村
- 江口村
- 汕頭村
- 芳団村
- 大林村
- 地盧村

## 歴史
1985年3月、寨牙ミャオ族トン族郷を設立。1987年7月、寨牙郷と改称。

## 経済

### 名物・特産品
- 金
- 銅
- マンガン
- キウイフルーツ

## 地理
寨牙郷は靖州ミャオ族トン族自治県東部に位置し、北は文渓郷と、東は睢寧県と、南は通道トン族自治県と、西は渠陽鎮とそれぞれ接している。
- 河川：老鴉渓
- 山：青靛山（1176メートル）、塩井頭（1062メートル）

## 交通

### 道路
- 省道S221
- G65包茂高速道路

## 観光
- 桂花橋